# Gnaeus Claudius Severus Arabianus
 (décembre 2021).
Gnaeus Claudius Severus Arabianus (fl. 146-ap. 164) était un homme politique de l'Empire romain.

## Biographie
Fils de Gaius Claudius Severus.
Il fut un philosophe, un des professeurs du futur empereur Marc Aurèle, et consul en 146.
Il fut le père de Gnaeus Claudius Severus.
Gnaeus Claudius Severus, consul en 235, était son parent.